# Amy Hargreaves
Amy Hargreaves (ur. 27 stycznia 1970 w Nowym Jorku) – amerykańska aktorka filmowa i serialowa.

## Filmografia
- Brainscan (1994) jako Kimberly[2]
- Remember Me (1995) jako Amy Nelson[2]
- Matt Waters (1996) jako Chloe Drescher[2]
- Flashback (1997) jako Patty McIntyre[2]
- Saint Maybe (1998) jako dorosła Daphne[2]
- Growing Down in Brooklyn (2000) jako Linda[2]
- Brygada ratunkowa (2002–2003) jako Haley Sundstrom[2]
- W pogoni za sławą (2006) jako Nikki Blake[2]
- Prawo i bezprawie (2006) jako Dana Wechsler[2]
- Michael Clayton (2007) jako prowadząca wywiad[2]
- El camino (2008) jako Sissy[2]
- Pod prąd (2009) jako Sarah Kane[2]
- Offspring (2009) jako Amy Halbard[2]
- When the Evening Comes (2009) jako Katharine[2]
- Wstyd (2018) jako Hotel Lover[2]
- ''Prawo i porządek: sekcja specjalna (2003–2012) jako AAAAAA[2]
- Blue Ruin (2013) jako Sam[2]
- Trooper (2013) jako Mimi Stanhope[2]
- Lawn Care (2013) jako Nina[2]
- Guilty (2013) jako Lisa McCormick[2]
- How He Fell in Love (2015) jako Ellen[2]
- The Preppie Connection (2015) jako Ingrid[2]
- Prism (2015) jako Donna[2]
- Blindspot: Mapa zbrodni (2015–2016) jako Olivia Delidio[2]
- Super Dark Times (2017) jako Karen[2]
- Wonderstruck (2017) jako ciotka Jenny[2]
- Paint (2017) jako Leslie[2]
- Homeland (2011–2018) jako Maggie Mathison[2]
- Trzynaście powodów (2017–2018) jako Lainie Jensen[2]